# 12442 Beltramemass
12442 Beltramemass (1996 DO1) là một tiểu hành tinh vành đai chính.